# World Skate Games
Die World Skate Games (ehemals World Roller Games) sind seit 2017 zweijährig ausgetragene, internationale Multisportveranstaltung in Rollsportarten. Die Spiele werden von World Skate organisiert. Sie finden als Weltmeisterschaften in mehr als zehn verschiedenen Disziplinen statt.

## Sportarten
Skateboarding
- Vert Skateboarding
- Slalom Skateboarding
- Abfahrt und Straßenrennen

Inline/Quad
- Inline-Speedskating: Bahn und Straße
- Rollkunstlauf
- Inline-Abfahrt
- Freestyle-Slalom
- Inlinehockey
- Rollhockey
- Roll-Freestyle: Straße, Vert und Park
- Skate-Cross

Scooter
- Scooter: Straße und Park

## Austragungen
| Jahr | Austragungsort               | Erster im Medaillenspiegel |
| ---- | ---------------------------- | -------------------------- |
| 2017 | Nanjing, Volksrepublik China | Kolumbien (25/13/10 = 48)  |
| 2019 | Barcelona, Spanien           | Italien (21/18/24 = 63)    |
| 2022 | Buenos Aires, Argentinien    | Kolumbien                  |
| 2024 | Italien                      | Italien (31/32/34 = 97)    |

### 2017
Die ersten World Roller Games fanden vom 27. August bis 10. September 2017 im chinesischen Nanjing tatt. Hierbei wurden Weltmeister in zehn Disziplinen ermittelt. Es nahmen 3000 Teilnehmer aus 61 Staaten an den Spielen teil, wobei Kolumbien mit 25 Goldmedaillen im Medaillenspiegel an der Spitze, vor Italien mit 20 und Frankreich mit 10, landete.

### 2019
Die zweite Austragung der World Roller Games fand vom 29. Juni bis 14. Juli 2019 im spanischen Barcelona statt. Diesmal wurden Weltmeister in elf Disziplinen ermittelt. Insgesamt nahmen 4120 Athleten teil. Italien belegte Rang 1 des Mediallenspiegels mit 21 Mal God, 18 Silber und 24 Medaillen aus Bronze, gefolgt von Kolumbine mit 21 Mal Gold, 16 Silber und 6 Bronze.

### 2022
Die dritten Spiele sollten im argentinischen Buenos Aires zwischen Oktober und November 2021 stattfinden. Aufgrund der COVID-19-Pandemie wurde die Austragung auf den 24. Oktober bis 13. November 2022 verschoben. Es war die erste Austragung unter dem neuen Namen World Skate Games. Kolumbien gewann im Medaillenspiegel, vor Italien und Spanien. Es nahmen 5000 Athleten teil.